# 플롯
플롯(영어: plot)은 소설, 영화 등에서 이야기를 구성하는 일련의 사건(series of events) 또는 사건의 논리적인 패턴과 배치를 의미한다. 플롯은 소설에서 인물, 주제, 배경, 문체 등과 함께 허구의 이야기를 구성하는 기본 요소이다. 영어 'plot'은 한국어 '줄거리'와 같은 뜻으로 볼 수도 있으나 한국어 '줄거리'는 대개 이야기의 시간적인 배열을 가리키기에, 전문용어로는 영어에서 차용한 '플롯'을 쓰는 경우가 많다. 이 외래어를 순화해서 '구성' 등으로 표현하기도 한다.
플롯은 인과관계에 따른 사건배열을 의미한다는 점에서 일련의 시간순서로 연결된 스토리와는 차이가 있다. 스토리는 연속성을 중심으로, 플롯은 인과관계를 중심으로 쓰여진다. 플롯에서 사건이란 영어로 'event'라는 단어에서 나왔다. 'event'는 '둘 이상의 사람이나 집단의 경쟁'이라는 뜻이 있다. 즉 인물들이 서로 경쟁을 벌이는 상황이 '사건'이라는 것이다.
플롯은 아리스토텔레스의 《시학》에 나와 있는 미토스(mythos)라는 말의 번역에서 유래된 것이다. 희랍어 '미토스'는 어떤 집단ㆍ문화의 특유한 신앙 양식ㆍ가치관으로 예술 작품의 구상이나 모티프이며, 본래의 뜻은 '이야기'로서 신화를 뜻하는 영어 'myth'도 'mythos'에서 유래한다.
허구의 이야기는 대략 다음과 같은 플롯의 4단계 구조를 지닌다.
- 발단: 이야기가 시작되는 부분으로 인물, 배경 등을 소개한다.
- 갈등: 사건이 일어나면서 인물 사이에 갈등이 발생하고 고조된다.
- 절정: 이야기 내의 갈등이 극에 달하고, 이야기가 해결되는 전환점이 놓인다.
- 대단원: 이야기 내의 갈등이 해소되고 결말을 맞는다.

## 플롯 장치
플롯 장치(또는 플롯 디바이스)는 이야기가 단순해지지 않도록 이야기의 중간에 영향을 미치는 인물이나 사물, 사건등을 등장시키는 등, 플롯 안에서 변화를 주는 문학 기법이다. 복선, 전조와 같은 기법이 있다.
플롯 디바이스는 또다른 플롯 전개의 불씨가 되어줄 수 있으며, 또한 플롯과 또다른 플롯이 충돌하지 않고 자연스럽게 연관되게 안배하는 것도 일종의 플롯 디바이스가 될 수 있다. 이러한 다양한 플롯 디바이스는 이야기를 얼마나 탄탄하고 짜임새있게 구성하는가에 있어서 중요한 역할을 한다.

## 플롯 유형

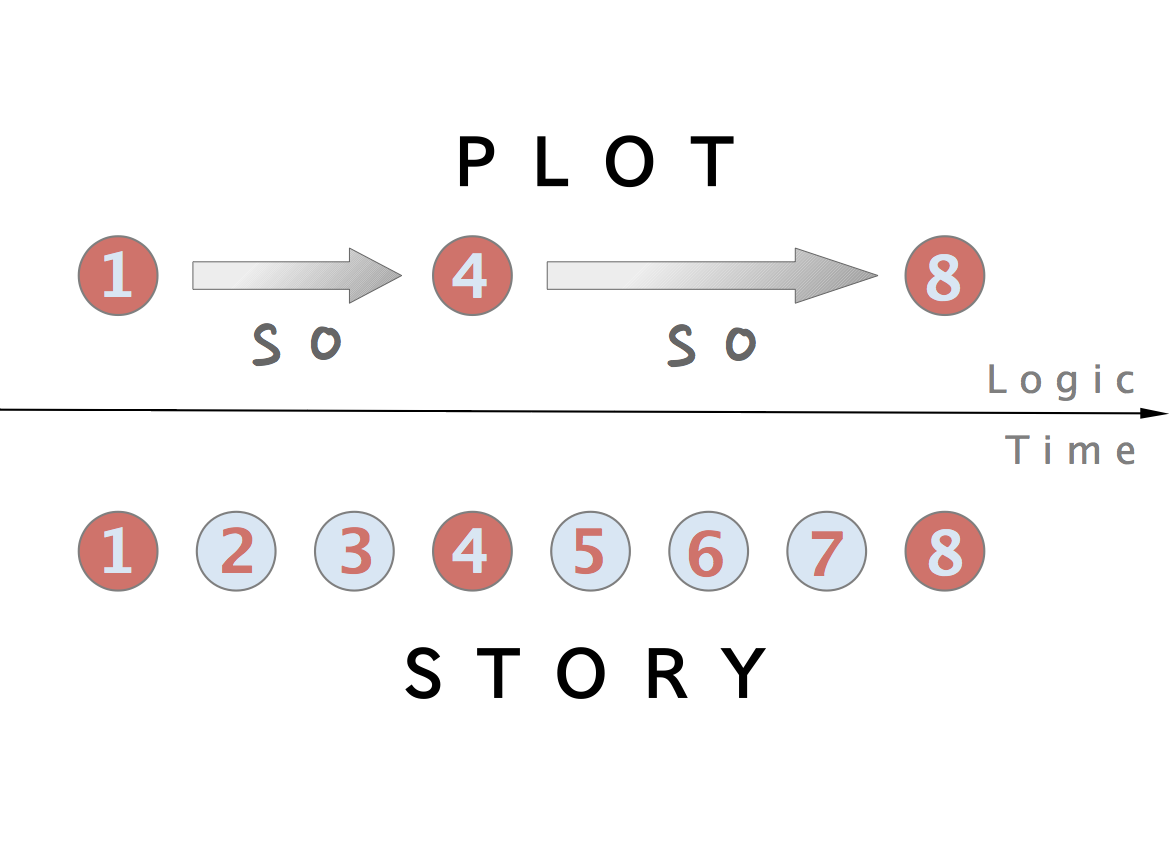
플롯은 이야기에서 사건(이벤트)의 원인과 결과를 구성하는 배열(시퀸스)이다.

몇 가지 기준에 따라 플롯의 유형을 나눌 수 있다.
- 단순 플롯과 복합 플롯: 하나의 사건, 하나의 이야기로 구성된 플롯을 단순 플롯이라 한다. 단순 플롯이라 하더라도 시간의 순서대로 이야기를 구성하는 순행 플롯, 시간의 순서를 거꾸로 배열하는 역행 플롯이 있을 수 있다. 복합 플롯은 여러 이야기, 여러 사건이 동시에 진행되는 경우를 말한다. 복합 플롯의 경우 이야기의 주요 방향을 정하는 주요 플롯과 주변의 이야기인 보조 플롯으로 구분할 수 있다.
- 유기적 플롯과 산만한 플롯: 유기적 플롯은 하나의 중심적인 사건을 두고 인물, 사건, 배경이 꽉 짜여 있는 플롯을 말한다. 산만한 플롯은 중심되는 사건이 없이 산발적인 진행을 보이는 플롯을 말하다.
- 운명, 성격, 사상의 플롯: 노먼 프리드먼은 플롯의 구성이 인물의 어떤 점을 부각하고자 하는 가에 따라 인물이 만나는 사건과 이에 따른 행동을 강조하는 운명의 플롯, 인물의 성격이 발전, 변화하는 성격의 플롯, 자기형성의 경과, 교훈이나 계시, 또는 정서적 카타르시스 등을 제시하는 사상의 플롯으로 구분하였다.[8]

## 예
대표적인 플롯으로는 삼각관계를 예로 들수있다.
삼각관계는 해당 인물들 사이에서 서로간에 복잡한 갈등을 유발할 수 있는데, 이러한 갈등으로서의 플롯은 문학이나 영화 등의 작품에서 이야기를 진행하는 데 있어 중요한 요소이지만 이는 한편으로는 사건에대한 논리적인 패턴과  시간적인 배치면에서 당연성을 내포시킨다는점에서 잘짜여진 플롯이라고 할 수 있다.
예를 들어 삼각관계에서 A가  B에게 데미지(상처)를 주었다면 이들은  서로 적대적 관계가 되지만 이사건은 동시에  C가 B와 서로 사랑하는 관계일 때 A는 C와도 적대적 관계에 놓이게됨을 의미한다. 여기서 A와 C와의 관계에 대한 설정이 짜여진다면 예를 들어  A가 C를 사랑한다면 C가 A에게 B를 대신해서 데미지를 주어도 A는 C에 대해 추가적인 데미지를 줄 수 없는 상황으로 변할 수도 있다. 이처럼 인과관계에 얽히고 설킨 플롯은 사건의 당연성뿐만 아니라 캐릭터의 심경의 변화에도 당연성을 부여할 수 있는 기능을 한다.

## 플롯 사용 도구
웹상에서 무료로 쉽게 이용 가능한 스토리 헬퍼가 있다.

## 같이 보기
- 이야기
- 소설
- 스토리텔링
- 콘티

## 참고 문헌
- 스토리텔링의 비밀(마이클 티어노(지은이),김윤철(옮긴이),아우라(출판),원제 Aristotle's Poetics for Screenwriters (2002년))
- 시학(아리스토텔레스,문학과지성사)
- 형이상학(아리스토텔레스,김재범 옮김,책세상문고 고전의세계)